# 159011 Радомишль
159011 Радомишль (159011 Radomyshl) — астероїд головного поясу, відкритий 7 жовтня 2004 року в Андрушівській астрономічний обсерваторії. Названо на честь стародавнього українського міста Радомишль.